# Mesnil Sauval
Mesnil Sauval is een gehucht in Auffay in  de Franse gemeente Val-de-Scie in het departement Seine-Maritime in Normandië.
Het gehucht ligt in het westen van de gemeente, ruim een kilometer ten westen van het dorpscentrum van Auffay.

## Geschiedenis
Op de 18de-eeuwse Cassinikaart is de plaats aangeduid als le Menil Sauval.
Op het eind van het ancien régime op het eind van de 18de eeuw, toen de gemeenten werden gecreëerd, werd de plaats een deel van de gemeente Auffay.

## Verkeer en vervoer
Mesnil Sauval ligt langs de westelijke uitvalsweg van Auffay naar de N27 die Rouen met Dieppe verbindt.
Auffay · Bazomesnil · Bosc de Sévis · Cressy · Mesnil Sauval · Sévis